# 語彙論
語彙論（ごいろん、英: lexicology）は、語彙を扱う言語学の部門である。近接する分野に辞書を扱う辞書学がある。

## 関連
意味論
意味論のうち、対義語、類義語といった語義の関連を対象とする分野は語彙意味論と呼ばれる。
語句論
慣用句、イディオムなどが語彙の中でどのような位置づけをされるかという点から、語彙論は文よりは小さい単位を扱う語句論に重なる部分がある。
語源学
「昔はどのような語彙が用いられていたか」というテーマで考察する場合には古語、語源の知識が必要である。このため語彙論は語源学と重なる部分がある。
計量語彙論
語彙論の中で、言葉を量の観点から捉えることで、新しい言語事実を明かすとする統計的な思想に基づく部分があり、この分野を計量語彙論という。